# Clarke Abel
Clarke Abel (Inglaterra, 5 de septiembre de 1780-India, 24 de noviembre de 1826) fue un médico y naturalista británico.

## Biografía
Abel fue oficial jefe médico en la embajada de Lord Amherst en nombre de la Corona británica en la corte del emperador de China en Pekín y Cantón.
En su estancia en China, iba tomando buena nota del entorno de las gentes y de la flora que se encontraba con un carácter científico. Describe una planta hasta entonces desconocida en Occidente, la Abelia chinensis.
En su visita a Cantón, estuvo en el vivero imperial de "Fa-Tí" a unos cinco kilómetros de la ciudad, donde quedó sorprendido por los árboles enanos que cultivaban en macetas. A los que les ponían macetas pequeñas y les recortaban las raíces para adaptarlos a estos recipientes, guiándoles las ramas para darles formas caprichosas y apariencia de viejos.
Esta embajada era la segunda tentativa británica en establecer relaciones con el emperador de China. A su salida de China en 1818, Abel fue asignado como médico personal a Lord Amherst en su destino en India, donde permaneció hasta su muerte en 1926.

## Eponimia
Género
- (Caprifoliaceae) Abelia R.Br.[2] le fue dedicado en su honor por el botánico Robert Brown en 1818.

## Obra
- Narrative of a Journey in the Interior of China and of a Voyage to and from that country, in 1816 and 1817 Londres (1818)